# Distretto di Kaberamaido
Il distretto di Kaberamaido è un distretto dell'Uganda, situato nella Regione orientale.